# مارلا اولمستد
مارلا اولمستد (بالإنجليزية: Marla Olmstead)‏ (ولدت عام 2000 في بينغامتون، نيويورك) هي فنانة رسم تجريدي. لقيت اولمستد اهتمام وسائل الاعلام منذ أن كانت في الرابعة من عمرها حيث أن لوحاتها التي يصل سعر بعضها إلى 15 ألف دولار تتسم بمزيج ملتهب من الألوان و القوام والعمق.

## قالو عنها
تقول لورا اولمستيد والدة مارلا: «في الحقيقة لم نكن نتخيل أن ما تقوم به مارلا له أي معنى ما عدا أنه كان تسلية لنا وتسلية لها».
ويقول أنطوني الذي أقام أول معرض للوحات مارلا في صالة عرضه : «إنها تبني لوحاتها بطبقات. والأطفال لا يقومون بعمل هذا النوع. إنها تبدأ بلطخات كبيرة من الألوان ثم تضيف عليها التفاصيل والظلال. وهذا هو الأمر الباهر فيما تعمله وتختلف به عما يعمله الأطفال الآخرون. إنها ترسم بعاطفة».